# Аренавирусы
Аренавирусы (лат. Arenaviridae, от др.-греч. arenosa — песчаный) — семейство РНК-содержащих вирусов. Название семейству было дано по структуре вириона — который как бы посыпан песком. Вирусы тропиков, смертность после заражения — выше 20 %.
Условно аренавирусы классифицируют на вирусы Нового и Старого света. Среди четырех вирусов Старого света выделяют вирус лимфоцитарного хориоменингита, встречающийся у грызунов по всему миру, а также вирус лихорадки Ласса — до 15000 случае заболевания в Западной Африке, смертность до 30 %. Вирусы Нового света встречаются у крыс в Южной Америке.

## Вирион
Вирион покрыт оболочкой, содержащей липиды, имеет крупные шипы на поверхности. Содержит два нуклеокапсида. Морфология вирионов множественная, диаметр порядка 62—200 нм, в среднем, около 110 нм.

## Геном
Геномная  одноцепочечная (-)РНК, содержит две открытых рамки считывания:
- (S) — 3336—3535 нуклеотидов, кодирует, два полипептида, две рамки считывания — NP — нуклеокапсид; GPC — разрезается на GP1, GP2 — два гликопротеида
- (L) — 7200 нуклеотидов, кодирует два белка — РНК-полимеразу и Z-белок, содержащий Zn-связывающий палец

## Репликация
Геномная (-)РНК реплицируется в (+)антигеномную мРНК, которая транслируется.

## Диагностика
- ИФА против IgG, IgM в том числе, и в острой фазе.
- ПЦР — во время инфекции, наиболее надежный метод.

## Классификация
В 2014 году в семейство аренавирусов включён новый род Reptarenavirus, а находившийся там род Arenavirus переименован в Mammarenavirus вместе со всеми его видами. По данным Международного комитета по таксономии вирусов (ICTV), на март 2017 года в семейство включают 2 рода:
- Mammarenavirus (33 вида)
  - Chapare mammarenavirus — Вирус Чапаре[6]
  - Flexal mammarenavirus — Вирус Флексал[6]
  - Guanarito mammarenavirus — Вирус Гуанарито[2][6]
  - Junín mammarenavirus — Вирус Хунин[2][6]
  - Lassa mammarenavirus — Вирус Ласса[2]
  - Lymphocytic choriomeningitis mammarenavirus — Вирус лимфоцитарного хориоменингита[2][6]
  - Machupo mammarenavirus — Вирус Мачупо[2][6]
  - Sabiá mammarenavirus — Вирус Сабиа[2]
  - Lujo mammarenavirus — Вирус Лухо[6]
- Reptarenavirus (3 вида)